# Gruppo di NGC 2369
Il Gruppo di NGC 2369 comprende almeno sei galassie situate nella costellazione della Carena.

## Descrizione
La distanza media tra il centro di massa di questo gruppo e la nostra Via Lattea è di circa 160 milioni di anni luce (49,2 Mpc).

## Membri
Nella tabella sottostante sono riportati i sei membri del gruppo indicati da Garcia nel suo articolo del 1993.
| Nome                  | Classificazione | Tipo               | RA (J2000.0)  | DEC (J2000.0) | Velocità radiale (km/s) | Magnitudine apparente | Distanza (Mpc) | Dimensioni (kal) |
| --------------------- | --------------- | ------------------ | ------------- | ------------- | ----------------------- | --------------------- | -------------- | ---------------- |
| NGC 2369              | SB(s)a          | Spirale barrata    | 07h 16m 37.7s | -62° 20′ 37″  | 3240 ± 9                | 12,3                  | 49,7 ± 3,5     | 160              |
| NGC 2369A (PGC 20640) | SA(rs)b         | Spirale            | 07h 18m 43.5s | -62° 56′ 11″  | 3147 ± 10               | 12,9                  | 48,3 ± 3,4     | 109              |
| NGC 2381              | (R')SB(rs)a?    | Spirale barrata    | 07h 19m 57.3s | -63° 04′ 01″  | 3129 ± 13               | 12,8                  | 48,0 ± 3,4     | 99               |
| NGC 2417              | SA(rs)bc        | Spirale            | 07h 30m 12.1s | -62° 15′ 10″  | 3209 ± 4                | 12,0                  | 49,4 ± 3,5     | 184              |
| IC 2200               | (R)SABb pec     | Spirale intermedia | 07h 28m 17.5s | -62° 21′ 11″  | 3248 ± 22               | 13,2                  | 49,9 ± 3,5     | 173              |
| IC 2200A (PGC 21062)  | SB(s)0- pec?    | Lenticolare        | 07h 28m 06.3s | -62° 21′ 47″  | 3242 ± 14               | 12,7                  | 49,8 ± 3,5     | 122              |

Il sito DeepskyLog permette di trovare agevolmente le costellazioni in cui sono situate le galassie; in alternativa si possono utilizzare le coordinate delle galassie per individuarle. Se non altrimenti indicato, le coordinate sono quelle fornite dal sito NASA/IPAC (National Aeronautics and Space Administration / Infrared Processing and Analysis Center).